# Dziewulski-Palais
Das Dziewulski-Palais  (polnisch: Pałacyk Dziewulskich) ist eine große Stadtvilla mit palastartiger Anmutung in Warschau. Das Gebäude im Neorenaissance-Stil befindet sich an der Adresse Aleje Ujazdowskie 33/35 (Innenstadtdistrikt) neben dem Botschaftsgebäude der Vereinigten Staaten. Es wurde Anfang des 20. Jahrhunderts als Residenz errichtet und dient heute als Sitz der bulgarischen Botschaft in Polen.

## Geschichte
Das Grundstück wurde 1909 vom Juristen und Wirtschaftswissenschaftler Stefan Dziewulski und seiner Frau Antonina Maria, geb. Natanson erworben. Den hier stehenden Palast von Eugeniusz Lubomirski ließ Dziewulski abreißen. Nach einem Entwurf von Władysław Marconi wurde 1910 ein neues Bauwerk errichtet. Es war die letzte luxuriöse Residenz, die an der Al. Ujazdowskie gebaut wurde. Das asymmetrische Gebäude mit Anklängen an die späte Renaissance harmonierte mit den älteren Residenzen in der Umgebung. Kernstück des unter Denkmalschutz stehenden Gebäudes ist das große Vestibül mit dem Treppenhaus. Das von vorne (zur Al. Ujazdowskie) zierlich wirkende Palais zeigt an seiner Nordflanke eine unerwartete Tiefe. An der Front befinden sich zwei unterschiedliche Eckrisaliten, deren südlicher halbrund und mit einem portikus-ähnlichen Unterbau versehen ist. Das Dach ist von einer Balustrade eingefasst.
Nach dem Tode von Dziewulski erbten seine fünf Kinder das Gebäude. Im Zweiten Weltkrieg wurde es – als eines der wenigen Warschauer Palais – nicht zerstört. 1946 verkauften die Erben es an die diplomatische Vertretung Bulgariens, die hier auch heute noch ihren Sitz hat. Im Nachbargebäude befindet sich das Bulgarische Kulturinstitut (polnisch: Bułgarski Instytut Kultury). Das rund 4500 Quadratmeter große Grundstück verfügt über einen gepflegten, parkähnlichen Garten.

## Ansichten

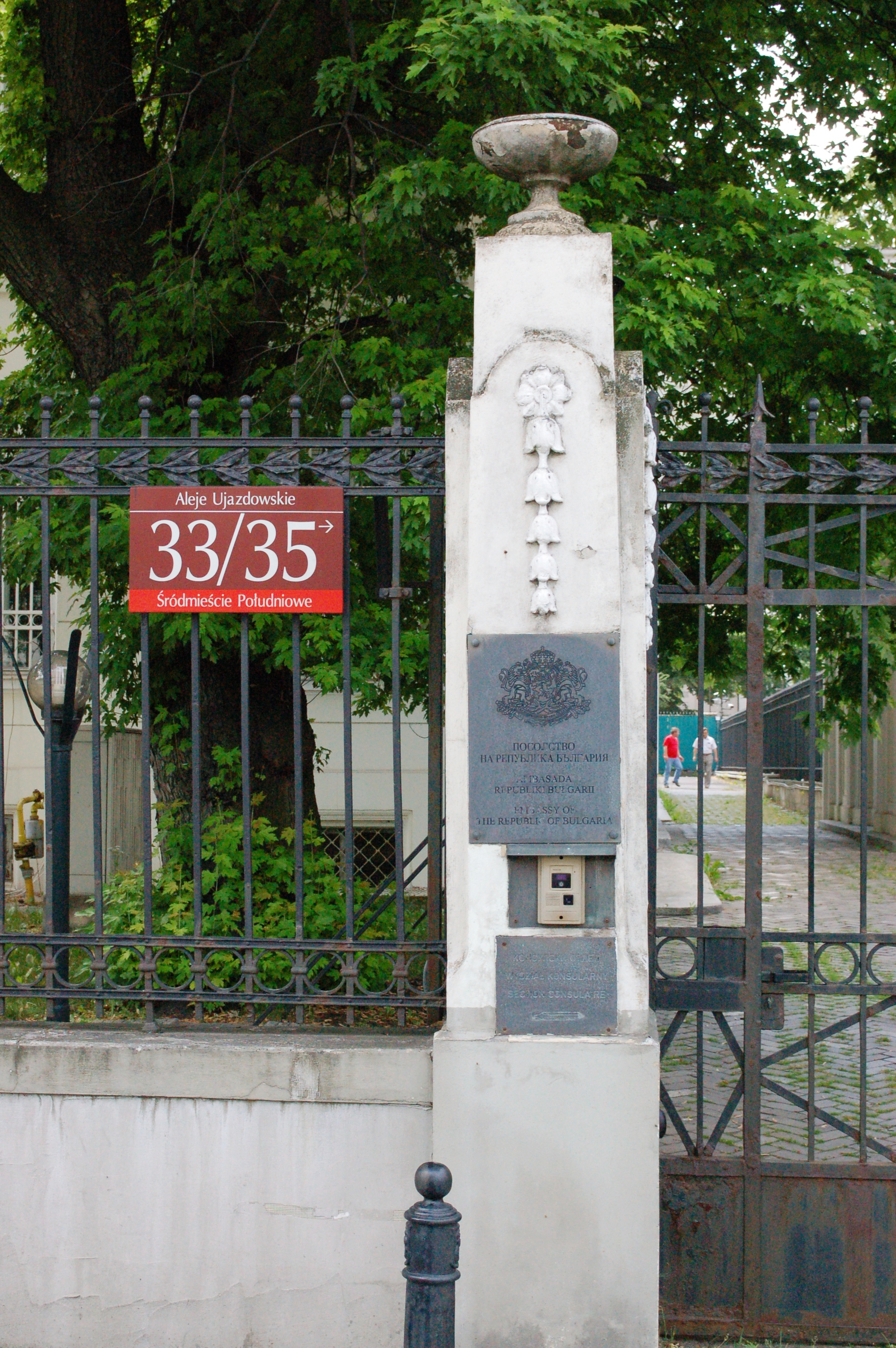
Grundstückszugang zur bulgarischen Botschaft
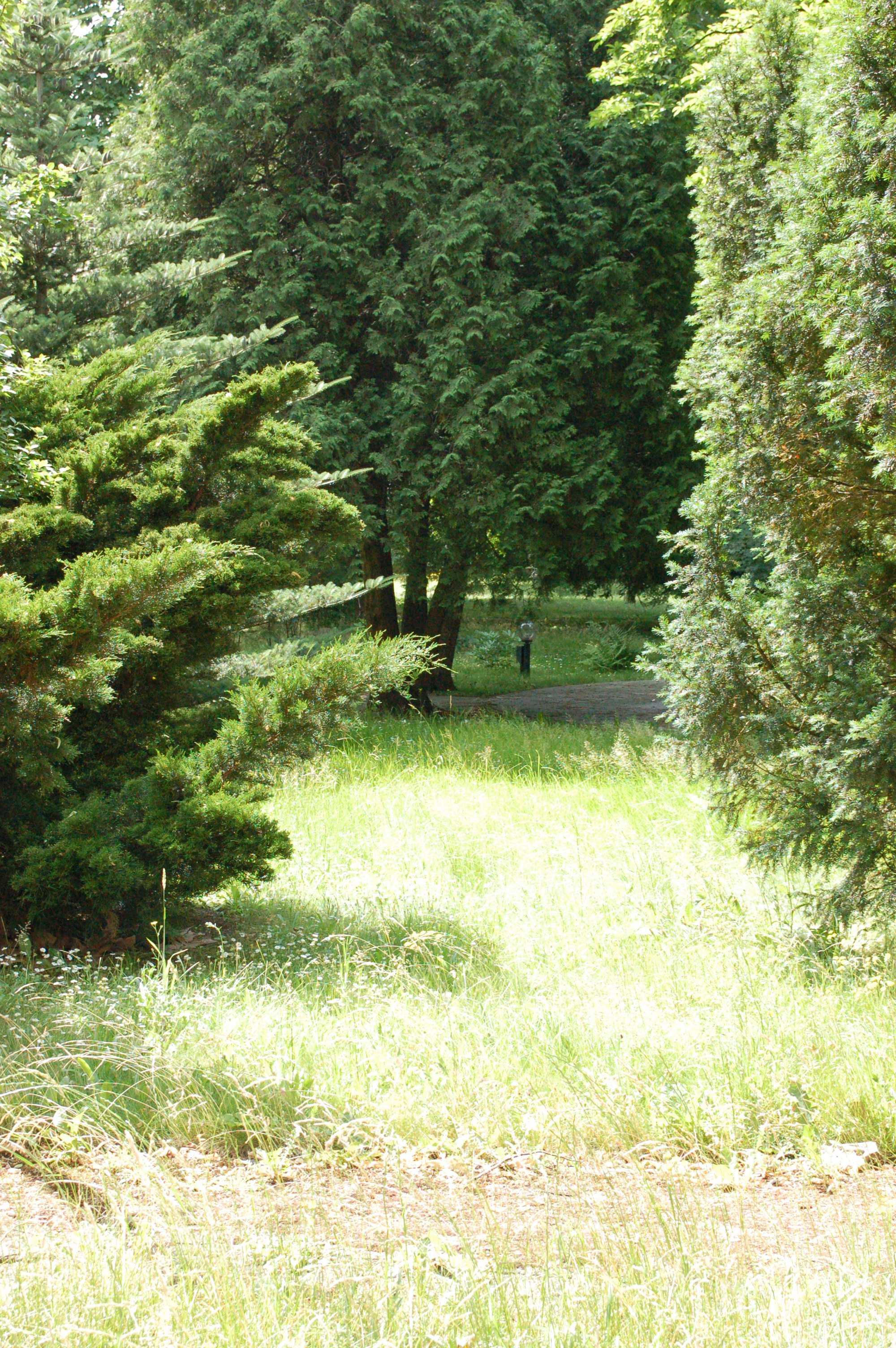
Blick in den parkähnlichen Garten des Anwesens
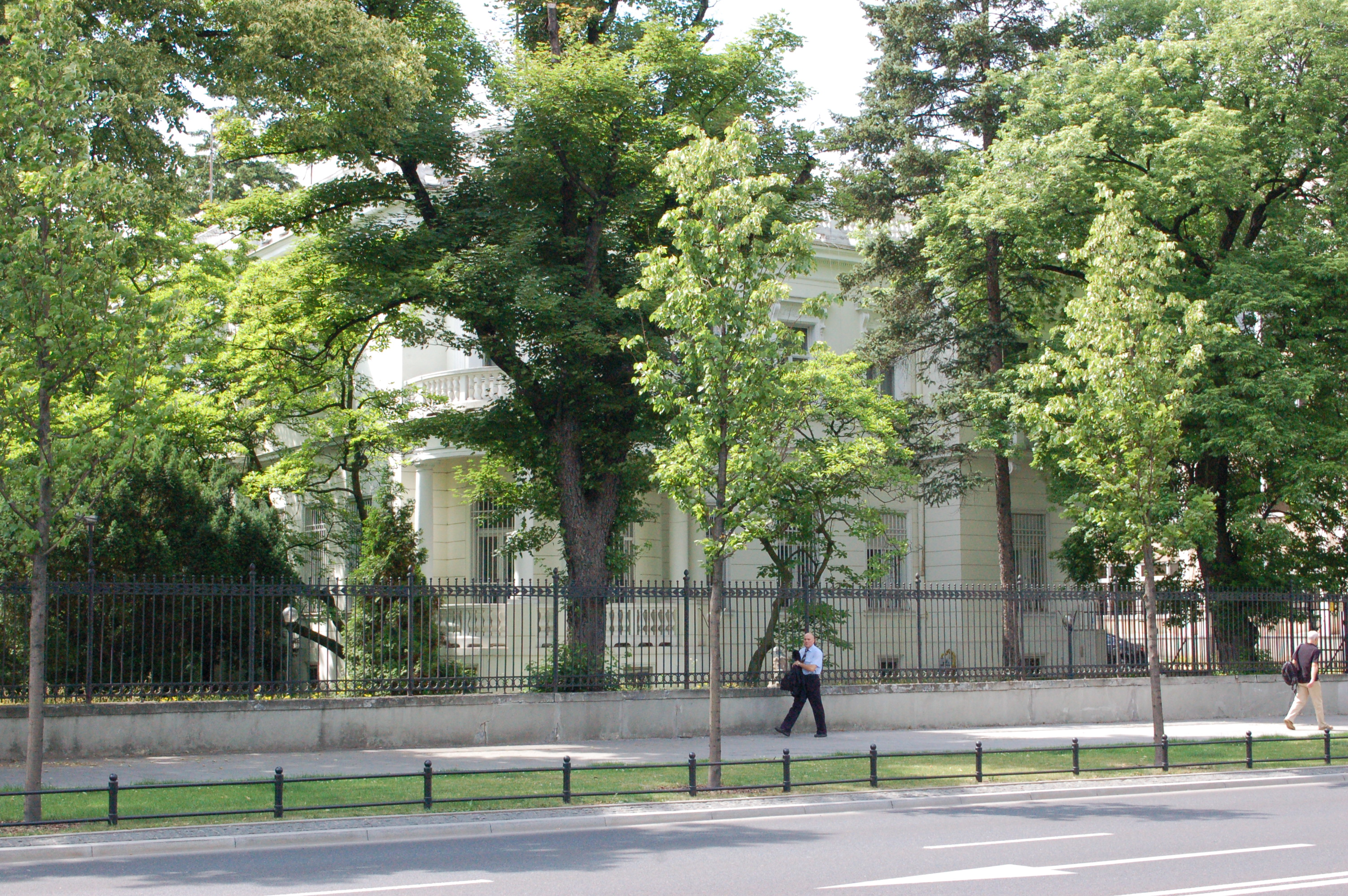
Das Palais von der Aleje Ujazdowskie gesehen
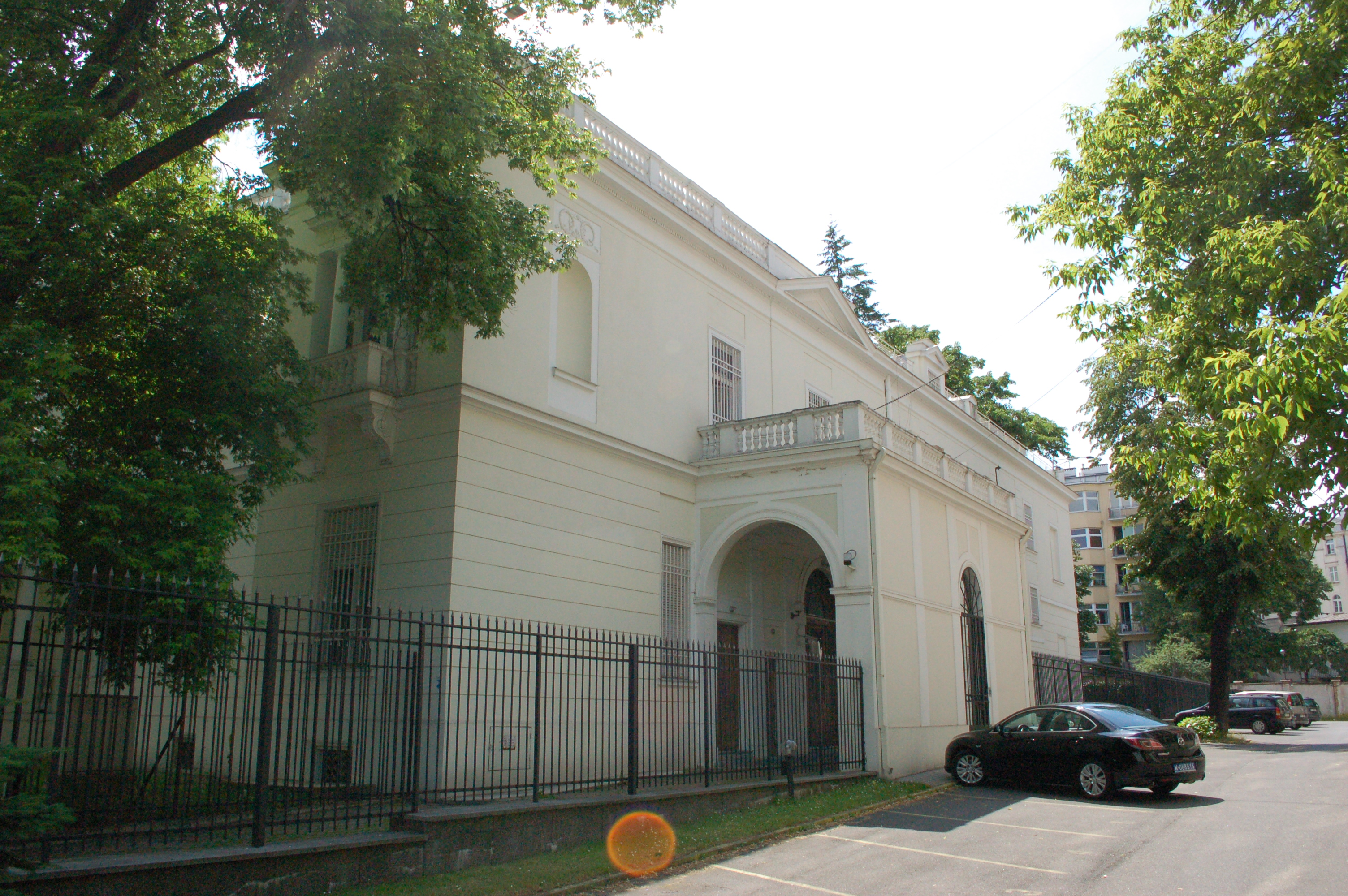
Eingang an der Nordseite des Palais